# Johan de Witt-Gymnasium
Das Johan de Witt-Gymnasium ist ein privates (openbar) Gymnasium in der Stadt Dordrecht, Zuid-Holland, mit etwa 800 Schülern und 60 Lehrern. Es ist die älteste Schule der Niederlande und ein Kategorialgymnasium, das für seine rein gymnasialen (darunter einen altsprachlichen) Schwerpunkte die Schüler aussuchen darf.  Der Schulträger ist eine Stiftung. Seit 1993 ist es am Oranjepark 11 untergebracht.
Die Schule wurde 1253 als Lateinschule errichtet. Das älteste Schulgebäude stand an der Grote Kerk in Dordrecht. Der Humanist Gerhard Vossius war ihr Rektor 1600 bis 1623. Isaac Beeckman folgte ihm 1627 bis 1637. Der heutige Name, der 1953 vergeben wurden, geht auf den ehemaligen Schüler und späteren Staatsmann Johan de Witt zurück.

## Schullied
Eia
Eia cantemus, sodales, carmen eloquentiae, (Eia, lasst uns singen, Gefährten, das Lied der Beredsamkeit,)
cui studemus, nos amici, fervida cupidine. (nach der wir streben, Freunde, mit heißem Begehren.)
Namque magni semper aestimabitur facundia. (Denn hochgeschätzt wird immer die Redekunst sein.)
Vivat ergo, fiat nobis, nobilis sodalitas. (Lebe sie also hoch, werde sie für uns sein, die edle Gemeinschaft.)

## Bekannte Schüler und Lehrer
- Antonius Aemilius (1589–1660), Theologe und Schulleiter (1615)
- Jacob Derwig (* 1969), Schauspieler
- Pieter Govertszoon van Godewijck (1593–1669), Vizerektor und Vater von Margaretha
- Simon van Slingelandt (1664–1736), Politiker im 18. Jahrhundert
- Johan de Witt (1625–1672), Staatsmann

## Einzelbelege
1. ↑  Scholen op de kaart, informatieblokje
2. ↑  Johan de Witt Gymnasium. In: www.jdw.nl. Archiviert vom Original am 23. Januar 2022; abgerufen am 13. März 2022.